# A Vampyre Story
A Vampyre Story – gra przygodowa typu point-and-click z 2008 roku, stworzona przez Autumn Moon Entertainment i wydana przez Crimson Cow. Gra opowiada historię młodej śpiewaczki Mony, podstępnie przemienionej w wampira około roku 1890, która marzy o powrocie do Paryża i kontynuowaniu kariery primadonny. Tytuł, w którym zamiast „i” w słowie vampire zastępuje „y”, jest nawiązaniem do opowiadania napisanego przez Johna Polidori The Vampyre.

## Opis fabuły
Mona de Laffite, główna bohaterka gry, jest świetnie zapowiadającą się śpiewaczką paryskiej opery. Jej życie zmieniło się jednak diametralnie, wraz z poznaniem tajemniczego barona Szprytka von Kiefera, który upatrzył sobie dziewczynę na swą ukochaną. Porywa on Monę do dalekiej i mrocznej Draxylvanii, gdzie przemienia ją w wampira i więzi w swoim zamku. W niewoli, jedynym przyjacielem Mony, staje się mówiący nietoperz Froderick. Pewnego wieczora, gdy Szprytek nie wraca ze swych łowów, nadarza się idealna okazja, by uciec i powrócić do Francji.
Gra podzielona jest na dwa główne obszary – Zamek Wargów – dom porywacza Mony, Szprytka von Kiefera i jego matki, baronowej von Kiefer oraz pobliskie miasteczko, Przystań Vlada. Filmik końcowy, wskazuje na kontynuację historii Mony i Frodericka w zapowiedzianej drugiej części A Vampyre Story 2: Bat’s tale.

## Postacie
- Mona de Laffite (głos USA Rebecca Schweitzer) – Mona rozstała się z życiem w młodym wieku, by wbrew swej woli rozpocząć egzystencję jako nieśmiertelna wampirzyca, u boku draxylvańskiego barona Szprytka von Kiefera. Wcześniej, była ambitną i niezwykle utalentowaną śpiewaczką w paryskiej operze. Mimo oczywistego wyglądu i zachowania, młoda kobieta przez długi czas nie chce przyjąć do wiadomości, że stała się nieumarłą. Swój stan, najchętniej określała, mianem „klątwy”, a krew, którą piła „specjalnym winem”. Gdy nadarza się okazja ucieczki, wizja powrotu do Francji staje się realna, a Mona nie przebiera w środkach, by urzeczywistnić swoje marzenie.
- Froderick (głos USA Jeremy Koerner) – mówiący i niezwykle zuchwały nietoperz, przyjaciel Mony, który zazwyczaj siedzi na jej ramieniu i nie szczęści jej ironicznych komentarzy. Otwarcie szydzi z innych, a najbardziej z barona Szpryka, choć jego uwagi zazwyczaj ukazują gorzkie oblicze prawdy. W zamku Wargór ukrywał się przed gniewem Braci Belfry.
- Szprytek von Kiefer (głos USA Brian Sommer) – Draxylvański baron, stworzony z samej esencji czarnej magii, przez swoją matkę, baronową von Kiefer. Szaleje na punkcie Mony, o czym świadczy fakt, że w swojej posiadłości wybudował dla niej operową scenę. Szprytek jest niskiego wzrostu, przez co często pada ofiarą szykan ze strony Frodericka, pogardza nim także jego „ukochana”. Po zaginięciu matki, nie wiedział co z sobą począć, zaczął więc sprowadzać do zamku dziewczęta, którą mu ją przypominały. Żadna jednak długo się tam nie ostała. Ideałem okazała się być Mona. Po śmierci z rąk łowców wampirów, baron przybrał postać potężnej zjawy.
- Rufus (głos USA Tim Talbot) – gargulec pilnujący magicznych drzwi. W przeszłości mieszkał w bibliotece i przyjaźnił się z baronową von Kiefer. Po nieprzyjemnym incydencie, gdy skrzyczał Szprytka, został wyrzucony na zewnątrz. Rufus uważa się za intelektualistę, godnego rozmawiać wyłącznie z ludźmi na poziomie.
- Czarna Magia (głos USA Melissa Hutchison) – odrzucony Chowaniec baronowej. Swego czasu posiadała nawet magiczną moc i pilnowała specjalnych ksiąg baronowej. Po zaginięciu czarownicy, została domowym zwierzątkiem Szprytka, który zapomina ją karmić, poluje więc na bandę zamkowych szczurów.
- Frankie (głos USA Tim Talbot) – przywódca włoskich szczurów zamieszkujących zamek Wargów, wraz z Joeyem, Samym i Deanem.
- Madame Strzygło (głos USA Lizz Mamorsky) – Stara cygańska czarownica, która obserwuje zamek Wargów i Monę, od początku jej przybycia. W przeszłości, jak sama stwierdziła, robiła rzeczy, których obecnie żałuje, dlatego postanowiła pomóc młodej wampirzycy wejść w świat nocy i powrocie do Paryża.

## O grze
Gra została stworzona przez ludzi współpracujących w latach 80. z firmą LucasArts, jest także utrzymana w klimacie takich produkcji jak The Curse of Monkey Island czy The Dig. Wykorzystana została tu zasada point-and-click, czyli poznawanie świata za pomocą kursora, który pozwala nam na takie interakcje jak dotknij, obejrzyj, rozmawiaj, a z czasem nawet leć, ugryź. Autorzy nie narzucają z góry zaplanowanej interakcji. Gracz sam musi zdecydować, w jaki sposób chce poznać napotkane osoby, czy znalezione przedmioty. W podpowiedzi do gry, sugerują, że czasem warto spróbować porozmawiać nawet z przedmiotami nieożywionymi, choćby po to, by usłyszeć ciekawy komentarz. Ponieważ historia rozwija się, w trakcie rozgrywki, Mona z czasem nauczy uczy się wykorzystywać swoje nowe nadprzyrodzone zdolności. Będą one niezbędne, by przejść przez kolejne wyzwania.
Gra oferuje ponad trzydzieści ręcznie malowanych lokacji 2D przetworzonych za pomocą multiplanowej kamery 3D oraz ponad dwadzieścia pięć postaci.

## Soundtrack
Muzykę do gry A Vampyre Story Original Soundtrack skomponował i wydał Pedro Macedo Camacho. Głosu sopran użyczyła Carla Isabel Moniz, a głos violin Carlos Freitas. Soundtrack można zakupić w edycji kolekcjonerskiej A Vampyre Story. (Niedostępna w Polsce.)

## Sequel
Zanim A Vampyre Story została wydana Autumn Moon Entertainment zdecydowało, że powstaną kolejne części gry; Kontynuacją, zapowiadaną na styczeń 2011 roku, miała być A Vampyre Story 2: A Bat’s Tale, a prequelem A Vampyre Story: Year one. Obecnie, premiera datowana jest na maj 2012. 30 listopada 2011 roku, na profilu gry, na Facebooku, Bill Tille zamieścił informacje, że opóźnienia wynikają z problemów finansowych, natomiast prace nad A Vampyre Story: Year one, zostają tymczasowo zawieszone.

## Ciekawostki
- Zaplanowano cztery części A Vampyre Story, przedstawionych w formie rozdziałów.
- Imię Froderick wzorowano na jednej z postaci z filmu Mela Brooks z 1974 roku, Młody Frankenstein[2].
- W grze można znaleźć wiele nawiązań oraz tak zwanych easter eggs do gier przygodowych stworzonych przez LucasArts. M.in. Monkey Island, Sam & Max Hit the Road, Maniac Mansion: Day of the Tentacle, Full Throttle oraz Grim Fandango, a także do powieści Brama Stokera Drakula.
- Grafik, w trakcie tworzenia The Curse of Monkey Island inspirował się twórczością Edwarda Goreya. Pierwotnie, ilustracje do A Vampyre Story również miały wzorować się na tym artyście[2].
- W wersji kolekcjonerskiej A Vampyre Story, dołączono soundtrack z gry, figurkę Mony oraz Froderika i pocztówkę z pozdrowieniami z Draxylvanii[10].